# Cubewano

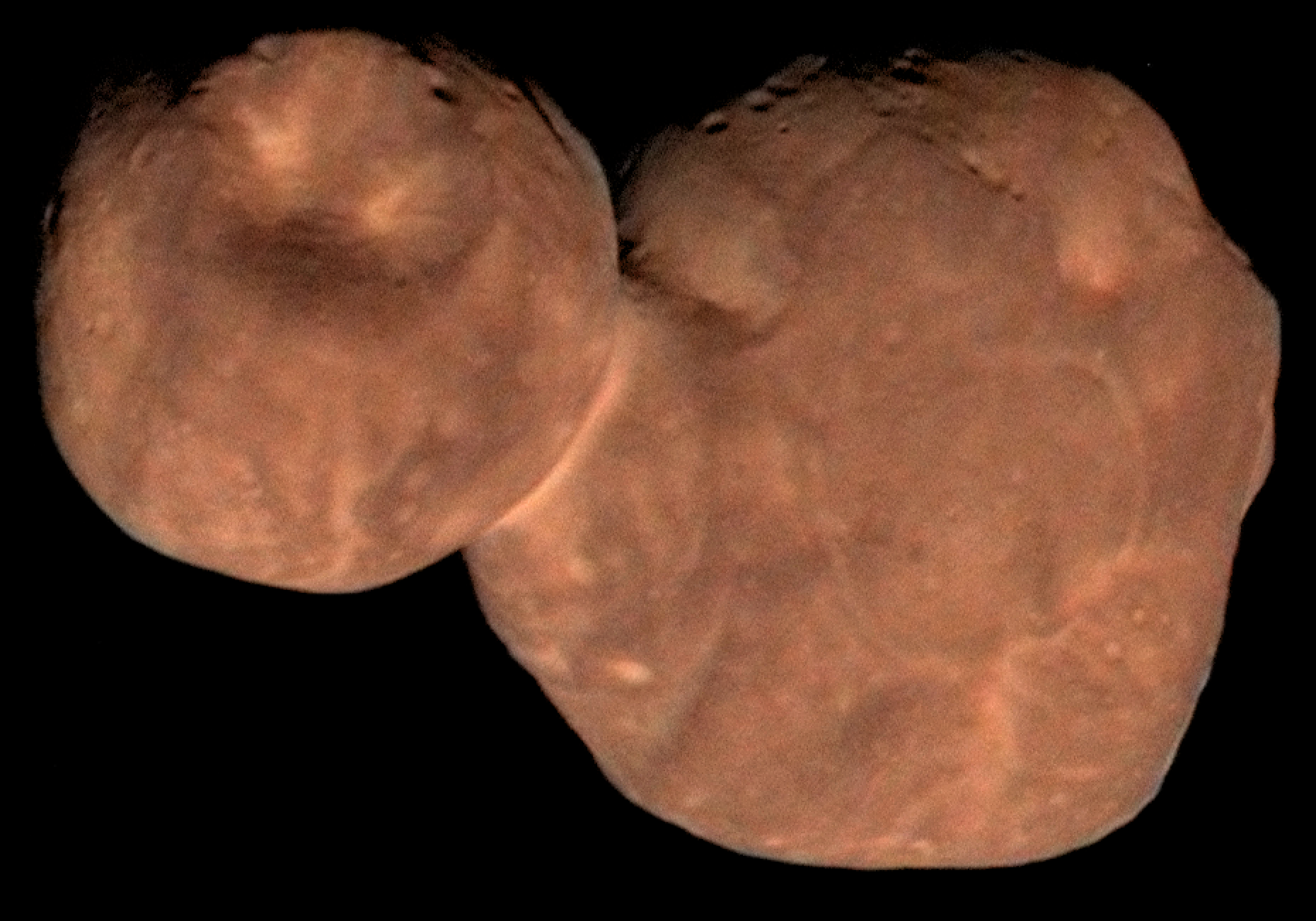
Immagine di 486958 Arrokoth ottenuta elaborando i dati della sonda spaziale New Horizons.

Vista polare ed eclittica degli oggetti della fascia di Kuiper. In blu i classici o cubewani, in rosso i Plutini, in giallo Nettuno.

In astronomia, si dice cubewano un qualsiasi oggetto roccioso della fascia di Kuiper che orbita attorno al Sole a più di 41 unità astronomiche di distanza media, con bassa eccentricità e che non presenta fenomeni di risonanza orbitale con i pianeti del sistema solare esterno. Sono anche chiamati oggetti classici della fascia di Kuiper (o KBO classici).
Il bizzarro nome ha avuto origine dal primo oggetto transnettuniano scoperto, (15760) 1992 QB1. Gli oggetti successivi vennero chiamati "QB1-os", o cubewanos, traducendo foneticamente la sigla in inglese. Il termine è successivamente entrato nell'uso comune nelle diverse lingue.
Oggetti identificati come cubewani sono 15760 Albion, 20000 Varuna  e i pianeti nani Makemake e Quaoar .
Il 1º gennaio 2019 la sonda spaziale New Horizons ha raggiunto il cubewano 486958 Arrokoth.

## Classificazione
I cubewani vengono classificati in prima istanza in base al fatto che la loro orbita sia marcatamente perturbata (cubewani  caldi) o non perturbata (cubewani  freddi).
Piùin dettaglio:
- cubewani caldi - hanno orbite con inclinazioni elevate (>5°), con una maggiore eccentricità;

- cubewani freddi - - hanno orbite con inclinazioni minime (<5°), con una eccentricità prossima allo 0, cioè con orbite quasi circolari.